# Grand Prix 2018/2019 (volleyboll, damer)
Grand Prix 2018/2019 spelades helgen 19-20 januari 2019 i Fyrishov, Uppsala. Det var den 22:a upplagan av Grand Prix och de fyra lag som låg först i Elitserien i volleyboll efter tio omgångar (18 november 2018) fick delta. Engelholms VS, som varit obesegrade under säsongen så långt, vann finalen över Örebro Volley med 3-1 i set. Gislaveds VBK tog bronsplatsen genom att besegra Hylte/Halmstad VBK med 3-0 i set. Engelholm vann sin semifinal över Gislaved med 3-0 och Örebro Volley vann sin semifinal över Hylte/Halmstad med samma siffror.